# Clara Paget
Clara Paget (12 September 1988) is een Britse actrice en model, vooral gekend van haar vertolking van Anne Bonny in de reeks Black Sails.

## Filmografie

### Films
| Jaar | Film                                         | Rol           | Opmerking |
| ---- | -------------------------------------------- | ------------- | --------- |
| 2009 | St Trinian's 2: The Legend of Fritton's Gold | Bella         |           |
| 2011 | One Day                                      | serveerster   |           |
| 2011 | Johnny English Reborn                        | serveerster   |           |
| 2013 | Fast & Furious 6                             | Vegh          |           |
| 2013 | Albert Camus: The Sea Close By               | model         | kortfilm  |
| 2014 | Acid Girls                                   | Lia           |           |
| 2019 | House Red                                    | Natalie       |           |
| 2021 | The Lost Blonde:The Veronica Lake story      | Veronica Lake |           |
| 2023 | The Chelsea Cowboy                           | Wendy Hodge   |           |

### Televisieseries
| Jaar      | Serie                   | Rol               | Opmerking                                                   |
| --------- | ----------------------- | ----------------- | ----------------------------------------------------------- |
| 2011      | Midsomer Murders        | Charlotte Cameron | afl. "Death in the Slow Lane"                               |
| 2011      | Little Crackers         | Linda             | afl. "Barbara Windsor's Little Cracker: My First Brassiere" |
| 2014-2017 | Black Sails             | Anne Bonny        | 38 afl.                                                     |
| 2019      | Strike Back: Revolution | Zoe Davis         | afl. "Revolution: Part 1"                                   |